# 요니 치리노스
조니 엔리케 치리노스 메히아스(Yonny Enrique Chirinos Mejias, 1993년 12월 26일 ~ )는 베네수엘라의 야구 선수이자, 현 LG 트윈스의 투수이다.

## 미국 프로야구 시절
2012년에 탬파베이 레이스에 입단하였다.

## 한국 프로야구 시절

### LG 트윈스시절
2025년에 디트릭 엔스를 대체할 외국인 투수로 영입되었다. 